# Aloe nowotnyi
Aloe nowotnyi é uma espécie de liliopsida do gênero Aloe, pertencente à família Asphodelaceae.